# Clytie luteosparsa
Clytie luteosparsa là một loài bướm đêm trong họ Erebidae.